# Río Cabra (Asturias)
El río Cabra es un río costero del norte de España, que discurre por el oriente del Principado de Asturias. 

## Curso
Su cauce forma algunos tramos de la frontera entre los concejos de Llanes y Ribadedeva. Este río está caracterizado por la gran presencia de molinos de agua a su paso. Nace en el pico Areños, en el límite entre los concejos mencionados y desemboca en el mar Cantábrico, en la playa de la Franca tras un recorrido de unos 8,2 km. Atraviesa las poblaciones de La Borbolla y Bojes.
Sus afluentes principales son los ríos de Ubrade, la Garna y Aíjo.

## Fauna
Según muestreos de pesca eléctrica acometidos entre los años 1997 y 2019, referencias bibliográficas y comunicaciones orales fidedignas, en el río Cabras se han detectado especímenes de anguila y salmón.